# Shumicë-Ahmetaj
Shumicë-Ahmetaj – wieś położona w północnej części Albanii w gminie Tropojë.

## Demografia
Według spisu ludności z 1989 roku we wsi Shumicë-Ahmetaj mieszkało 282 mieszkańców.